# Distretto di Guldara
Il distretto di Guldara è un distretto dell'Afghanistan appartenente alla provincia di Kabul. Viene stimata una popolazione di 22.300 abitanti (dato 2012-13).